# Chinese Opium Den
Chinese Opium Den (también conocido como Opium Joint) es un cortometraje mudo en blanco y negro estadounidense de 1894. Es una de las primeras películas de Thomas Alva Edison. 
Se sabe muy poco sobre esta película, ya que no se cree que exista ninguna copia y todo lo que queda es una única imagen fija. Se cree que es la primera película que trató el tema del abuso de sustancias. Diez años más tarde, Edison produjo Rube in a Opium Joint que también muestra un fumadero de opio, que se considera como la película más antigua que sobrevive y muestra el uso de drogas.
Según la base de datos de películas en Internet, la película se realizó en un formato de 35 mm con una relación de aspecto de 1,33: 1. La película se diseñó para su exhibición en kinetoscopio.

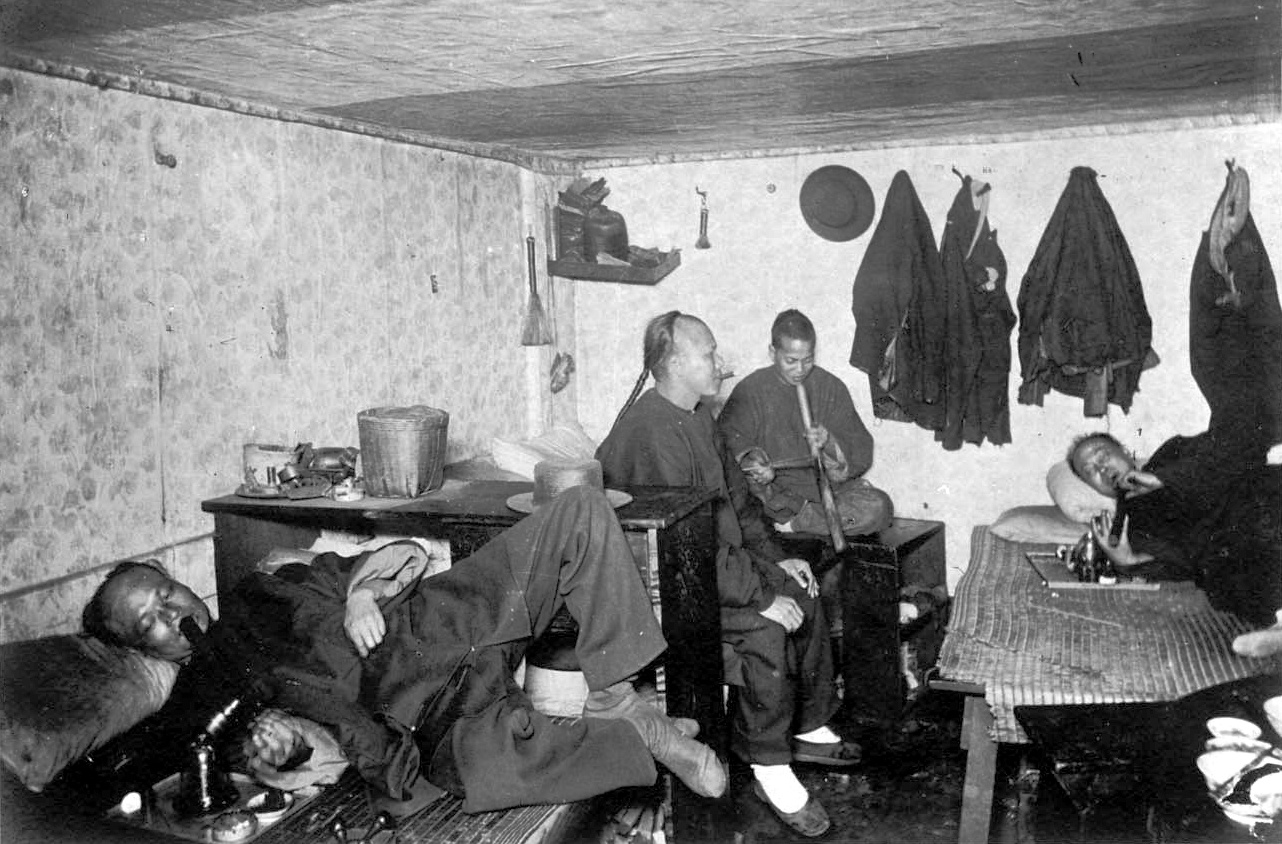
Fumadero de opio en San Francisco (ca. 1890).